# Diocèse de Los Teques
Le diocèse de Los Teques (en latin : Diœcesis Tequinensis ; en espagnol : Diócesis de Los Teques) est un diocèse de l'Église catholique au Venezuela, suffragant de l'archidiocèse de Caracas.

## Territoire

Carte des diocèses du Venezuela avec le diocèse de Los Teques en rouge

Le diocèse est situé dans une partie de l'État de Miranda, l'autre partie étant dans le diocèse de Guarenas. Son territoire a une superficie de 2 295 km2 avec 33 paroisses. Le siège épiscopal est à Los Teques où se trouve la cathédrale Saint Philippe Néri (es).

## Histoire
Le diocèse est érigé le 23 juillet 1965 par la bulle Amor ille du pape Paul VI en prenant sur le territoire de l'archidiocèse de Caracas.

## Évêques
- Juan José Bernal Ortiz (1965 - 1980)
- Pío Bello Ricardo, S.J (1981 - 1995)
- Mario del Valle Moronta Rodríguez (1995 - 1999), nommé évêque de San Cristóbal de Venezuela
- Ramón Ovidio Pérez Morales (1999 - 2004)
- Freddy Jesús Fuenmayor Suárez (2004

## Sources
- www.catholic-hierarchy.org